# Bugz
Karnail Paul Pitts, más conocido como Bugz (5 de enero de 1978 - 21 de mayo de 1999), fue un miembro del grupo de hip hop estadounidense D12.

## Biografía
These Streets EP era el álbum de debut de Bugz, que fue hecho justo antes de su muerte el 21 de mayo. Contiene colaboraciones de Bizarre, M.O.P. y 5150. Debido a su cantidad limitada de lanzamientos, el álbum es absolutamente raro.
El sonido de Bugz fue oído en Bugz '97. Originalmente de la canción Desperadoes, junto con Proof y Eminem.

## Muerte
El 21 de mayo de 1999, Bugz, su primo y la amiga de su primo estaban observando el amanecer en Belle Isle Park (Míchigan) de Detroit. Una persona se equivocó y roció a la amiga del primo de Bugz con una pistola de agua, y ella lo tomó como ofensa. Empezaron una discusión y después los golpes pero Bugz intervino y ayudó a su amigo, hasta que un amigo del hombre que tenía la pistola de agua se metió en su camioneta SUV, salió con un arma de fuego  y disparó a Bugz tres veces a distancia cercana. Bugz fue herido en el cuello, el pecho y el hombro. Inmediatamente quedó inconsciente, mientras los dos hombres se subieron a la camioneta SUV y dejaron a Bugz en la escena. El primo y su amiga llamaron a la policía y a la ambulancia, pero había mucho tráfico para ir a Belle Isle, y tomaron cerca de 30 minutos para llegar. Bugz fue trasladado inmediatamente al hospital, lamentablemente Bugz no pudo recuperar la consciencia y murió. El incidente fue transmitido en las noticias locales.
Sin haber disfrutado nunca del éxito con el grupo, Bugz fue honrado a menudo por D12. Los miembros del grupo hicieron una canción dedicada a Bugz titulada "Good Die Young" que aparece en el álbum D12 World.